# Japanska umjetnost
Japanska umjetnost je umjetnička produkcija Japanaca na području današnje države Japana.

## Pojava i izvori
Japan je bio još izoliraniji od Kine, i uvelike je ovisio o njoj; Kina je bila jedini dostupni izvor civilizacije, stila i znanja. Japanska kultura je nastala kao direktna kopija Kineske kulture ili kao otpor Kineskoj kulturi. Umjetnost ovog vremena se kronološki dijeli na periode: Jōmon, Yayoi i Kofun.

### AsukaiNaraperiod
Ova razdoblja su dobila ime po tome što je centar japanske vlasti najprije bio u dolini Asuka (552. – 710.), a potom u gradu Nara.
Povijest Japana zapravo i započinje tek u 6. st. nakon poticajnih uvoza iz Kine kao što su bili: budizam, ideja carske uprave, pismo koje je prilagođeno japanskom jeziku i umjetnosti. Japanska skulptura je pratila pojave iz Kine, osim nekoliko domaćih elemenata kao što je monumentalnost, npr. 14 m visok brončani Buda iz Kamakure.
U razdoblju Nara (710. – 784. g.) jača centralizirano carsko središte (grad Nara), a pod kineskim utjecajem razvija se umjetnost i književnost.

## Osamostaljenje i carska umjetnost

### Heianperiod
Preseljenjem prijestolnice u Kyoto (794. – 1192. g.) započinje najplodnije klasično doba japanske dvorske kulture. Od tada Kyoto postaje centar učenog, i dijelom dekadentnog dvorskog života, koji razvija remekdjela književnosti. Ilustracije knjiga i pjesama postale su Japanska specijalnost u kojima se linija koristila ekonomično ali živopisno.

### Kamakuraperiod
U 11. st. dolazi i do jačanja autohtonosti u umjetnosti. Npr.  zakrivljeni krovovi Dvorane Feniksa blizu Kyota su tipični za arhitekturu Dalekog Istoka, ali podizanje građevine na postament iznad zemlje je upravo japanski izum. Time se naglašava utisak krajnje krhkosti, što je pojačano pažljivim smještajem dvorane, te njezinim mirnim srazom s vodom (Npr. Zlatni paviljon Kinkaku).

### Muromachi(Ashikaga) period
Od 14. st. Car ima samo formalnu vlast, a razvija se tipično feudalna država u kojoj su velikaši (daimyo) vazali šoguna, a samuraji vazali velikaša.
Naglu promjenu koja je izazvala smjelu uporabu linija izazvali su Zen-budistički svećenici. Najzanimljiviji su njihovi portreti svećenika koji su jedinstveni po svojoj snazi i realizmu.

## Šogunati – ratnička kultura samuraja

### Edo (razdoblje)
U 16. st. apsolutnu vlast u zemlji imaju šoguni; Portugalci otkrivaju Japan, te 1594. g. dolaze prvi katolički misionari (Sv. Franjo Ksaverski). Kršćani postaju sve brojniji, ali nakon krvavo ugašenog ustanka kršćana u Shimabari (1637. – 1638.) započinje sustavno iskorjenjivanje kršćanstva, te potpuno zatvaranje Japana pred svim stranim kulturnim utjecajima.
Slikanje u više boja razvili su dekorativni umjetnici koji su ukrašavali klizna vrata, paravane i pregrade. Oni su slikali velike plohe ograničene jasnim crtežom, a pozadina je često bila ukrašavana zlatnim listićima. Plošne jake boje i jaki obrisi postali su karakteristikom jako rasprostranjene umjetnosti drvoreza u Ukiyo-e (Plutajući svijet) stilu. Tehnika drvoreza je bila jeftina i svima dostupna, te se zato smatrala manje vrijednom među kultiviranijim Japancima. Ali kad su ta djela došla do zapada, jako su utjecala na revolucionarne umjetnike kao što su Manet, Toulouse-Lautrec i Whistler. A za zapadne umjetnike upravo su majstori drvoreza iz 19. st. (Keisai Eisen, Utamaro, Hiroshige i Hokusai) najveći Japanski umjetnici.

### Meiji(razdoblje)
Godine 1868. šogun je prisiljen na odstupanje čime je car Mutsuhito ukinuo ustanovu šogunata, ukinuo feudalizam, preuzeo vlast i započeo razdoblje Meiji (prosvjetiteljsko doba). Manga crteži su nastali u Meiji periodu, uglavnom pod utjecajem engleskih i francuskih političkih karikatura.

## Moderna Japanska umjetnost
Japanska moderna umjetnost ima širok raspon izražavanja i formi koje su u skladu sa stremljenjima u moernoj svjetskoj umjetnosti; od arhitekture, skulpture, slikarstva, crteža, pa sve do anime, videoigara, i originalnog grafičkog dizajna. 
Takashi Murakami je vjerojatno najpoznatiji japanski moderni umjetnik na zapadu.

## Vanjske poveznice
- Uvod u japansku umjetnost. Članak na engleskom autora Sanaza Mohadesija.
- Tokyo Nacionalni muzej: Fotografije japanske kolekcije. Kolekcija iz svih perioda.
- Uvod u japanski obrt.  Arhivirana inačica izvorne stranice od 30. lipnja 2019. (Wayback Machine)
- Ukiyo-e u "Povijesti umjetnosti".  Arhivirana inačica izvorne stranice od 30. listopada 2016. (Wayback Machine)
- Japanski kulturni profil  Arhivirana inačica izvorne stranice od 13. svibnja 2009. (Wayback Machine) - Državni kulturni portal.
- Poznavanje japanskih obrta.
- Ruth i Sherman Lee institut za japansku umjetnost., online kolekcija slika iz arhive California/University of California Merced.